# Mills (Mondkrater)
Mills ist ein Einschlagkrater auf der Mondrückseite.
Der Krater Mills liegt nördlich des Mondäquators auf der erdabgewandten Seite, östlich des riesigen Kraters Mendeleev, im Nordwesten des größeren Mandelʹshtam.
Die Entstehungszeit des Kraters fällt in die nektarische Periode, er ist jünger als das Mendeleev-Becken.
Mills hat fünf Nebenkrater:
| Buchstabe | Position            | Durchmesser | Link |
| --------- | ------------------- | ----------- | ---- |
| B         | 10,46° N, 156,68° O | 23 km       |      |
| C         | 9,62° N, 157,09° O  | 14 km       |      |
| K         | 6,87° N, 156,75° O  | 26 km       |      |
| R         | 7,97° N, 154,69° O  | 18 km       |      |
| W         | 9,88° N, 154,02° O  | 18 km       |      |

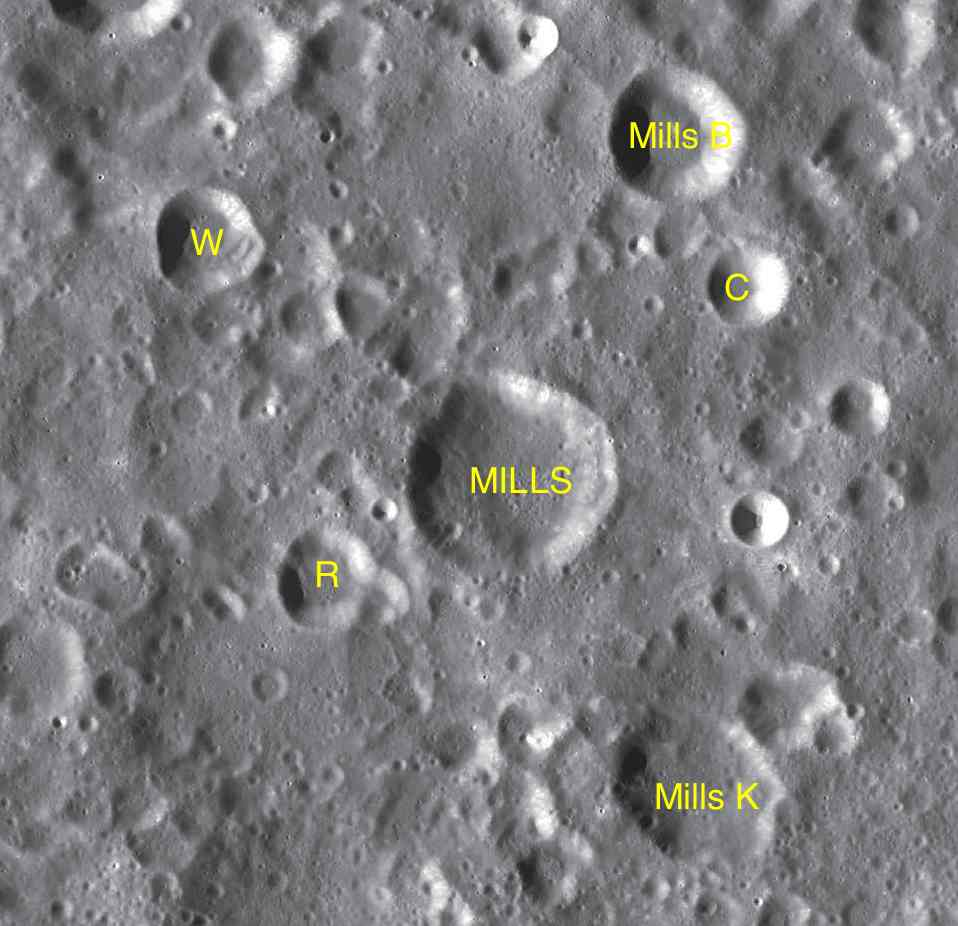
Mills mit seinen Nebenkratern

Der Krater wurde 1970 von der IAU offiziell nach dem US-amerikanischen Physiker Mark Muir Mills benannt.